# إشارة مرور (فلم)
إشارة مرور فيلم مصري إنتاج عام 1996 وبطولة محمد فؤاد وليلى علوي وسامي العدل وأحمد آدم
قصة الفيلم تدور حول الإشارة الحمراء مضيئه لمنع السيارات من التحرك في انتظار مرور موكب رسمي كما يحدث صدام بين سيارتين لتتوقف الحركة تماما لعدة ساعات تحدث خلالها مفارقات صارخه وتتولد قصة حب بين النقاش ريعو مشجع كرة القدم والممرضة سميه وهي تهوى الغناء في الافراح وخلال الإشارة تعانى نعمات من آلام الوضع لطفلها الأول بعد زواج دام 40 عام وتحجزها الإشارة مع زوجها مدرس التاريخ الذي يقود تظاهر يندب فيها حظه رغم تفانيه في العمل ويحاول الانتحار ويتم إنقاذه وتلد زوجته بمساعدة بعض النسوة والممرضة ويستمر الفيلم في استعراض نماذج من البشر المحتجزين داخل إشارة المرور وخلال الإشارة هناك محاوله فاشله لتفجير قنبله في الموكب الرسمي تسفر عن اصابة عجوز بائسه وحفيدتها ودميتها أيضا.

## فريق العمل
قصة
- مدحت العدل

مونتاج
- رحمة منتصر

موسيقى تصويرية
- راجح داوود

تصوير
- طارق التلمسانى

إنتاج
- العدل فيلم

إخراج
- خيرى بشارة

- محمد فؤاد في دور ريعو
- ليلى علوى في دور سمية (سوسو)
- سمير العصفورى في دور زكريا
- سامي العدل في دور ضابط الأمن
- أحمد عقل في دور عسكري المرور
- إنعام سالوسة في دور نعمات
- فتحي عبد الوهاب في دور هشام
- سامي العدل في دور رئيس المرور
- عليه الجباس في دور أم هنادي
- عماد رشاد
- ماجدة زكي
- محمد متولي
- أحمد آدم
- عزت أبو عوف في دور ظاظا بيه
- محمد لطفي

## وصلات خارجية
- مقالات تستعمل روابط فنية بلا صلة مع ويكي بيانات